# Catubodua
Catubodua ("corvo-de-batalha") é uma deusa gaulesa conhecida por uma única inscrição na Alta Saboia, França oriental. Ela parece ser idêntica à deusa irlandesa Badb. Nicole Jufer e Thierry Luginbühl vincularam provisoriamente Catubodua com outras deusas aparentemente marciais atestadas em outras partes, tais como Boudina, Bodua e Boudiga, cujos nomes compartilham raízes significando ou luta ou vitória. Ela poderia portanto ser comparada à deusa romana Vitória, à grega Nice, e possivelmente à deusa nórdica Sigyn.

## Uma lenda romana relacionada?
Uma história das guerras romanas contra os gauleses no século IV a.C., registrada por Tito Lívio, Aulo Gélio e Dionísio de Halicarnasso, pode preservar uma referência à deusa. Um soldado romano, Marco Valério, aceitou um desafio para bater-se em combate individual com um campeão gaulês. Quando aluta começou, um corvo pousou sobre o elmo de Valério e começou a atacar o gaulês, que aterrorizado por esta intervenção divina, foi facilmente derrotado. Valério adotou o cognome "Corvo", e como Marco Valério Corvo tornou-se um famoso general e político da República Romana.